# Il re (serie televisiva)
Il re è una serie televisiva italiana del 2022 diretta da Giuseppe Gagliardi.

## Trama
La serie vede protagonista Luca Zingaretti nel ruolo di Bruno Testori, direttore del carcere di San Michele.

## Episodi
| Stagione         | Episodi | Prima TV |
| ---------------- | ------- | -------- |
| Prima stagione   | 8       | 2022     |
| Seconda stagione | 8       | 2024     |

## Personaggi e interpreti

### Principali
- Bruno Testori (stagione 1-in corso), interpretato da Luca Zingaretti.
Direttore del carcere San Michele.
- Sonia Massini (stagione 1-in corso), interpretata da Isabella Ragonese.
Unica donna agente della polizia penitenziaria al San Michele.
- Laura Lombardo (stagione 1-in corso), interpretata da Anna Bonaiuto.
Pubblico Ministero che cercherà di incastrare Testori.
- Gloria Landi (stagione 1-2), interpretata da Barbora Bobuľová.
Ex moglie di Bruno.
- Nicola Iaccarino (stagione 1), interpretato da Giorgio Colangeli.
Capo della polizia penitenziaria al San Michele e migliore amico di Bruno.
- Claudia Agosti (stagione 2-in corso), interpretata da Caterina Shulha.
Legale di Vittorio Mancuso.
- Vittorio Mancuso (stagione 2-in corso), interpretato da Thomas Trabacchi.
Magistrato detenuto al San Michele.
- Gregorio Verna (stagione 2-in corso), interpretato da Fabrizio Ferracane.
Capo dei servizi segreti.
- Fabrizio Saccà (stagione 2-in corso), interpretato da Stefano Dionisi.
Carcerato che fa amicizia con Bruno.
- Marco Miceli (stagione 2-in corso), interpretato da Ivan Castiglione. 
Agente dei servizi segreti e braccio destro di Verna.
- Elisabetta Mancuso (stagione 2-in corso), interpretata da Mia Benedetta. 
Moglie di Vittorio Mancuso e lobbista nel settore energetico.

### Ricorrenti
- Miroslav Lackovic (stagione 1), interpretato da Ivan Franek.
Ex narcotrafficante serbo rinchiuso al San Michele che gestisce la droga all'interno del carcere.
- Farid Barjat (stagione 1), interpretato da Stefano Tazaoui.
Infiltrato nel carcere San Michele.
- Amir (stagione 1), interpretato da Ahmed Hafiene.
Imam rinchiuso al San Michele.
- Bilal (stagione 1), interpretato da Aram Kian.
Detenuto musulmano del San Michele.
- Angela (stagione 1), interpretata da Anna Ferruzzo.
Moglie di Nicola Iaccarino.
- Ibrahim Fatah (stagione 1), interpretato da Hossein Taheri.
Mediatore musulmano che collabora con Testori.
- Carlo (stagione 1), interpretato da Gianmaria Martini.
Uno dei detenuti italiani del San Michele.
- Aniello (stagione 1-in corso), interpretato da Salvatore Striano.
Detenuto campano vicino a Testori.
- Davide Piras (stagione 1-in corso), interpretato da Alessandro Gazale.
Uno dei più fidati agenti di Testori.
- Iorio (stagione 1-in corso), interpretato da Antonio Gargiulo.
Agente che conosce la lingua araba e traduce i discorsi dei musulmani per Testori.
- Tofanelli (stagione 1-in corso), interpretato da Federico Pasquali.
Uno dei pretoriani del San Michele.
- Scaglione (stagione 1-in corso), interpretato da Paolo Bovani.
Uno dei pretoriani del San Michele.
- Caputo (stagione 1-in corso), interpretato da Salvatore D'Onofrio.
Uno dei pretoriani del San Michele.
- Adele (stagione 1-in corso), interpretata da Alida Baldari Calabria.
Figlia di Bruno e Gloria.
- Enrico Piazza (stagione 1-in corso), interpretato da Andrea Di Casa. 
Collega di Gloria Landi nella cybersicurezza e rivale di Verna.
- Alberto Massini (stagione 1-in corso), interpretato da Massimiliano Dotta.
Figlio di Sonia Massini.
- Murgia (stagione 1-in corso), interpretato da Peppe Voltarelli.
Agente corrotto dagli slavi.
- Russo (stagione 2-in corso), interpretato da Federico Pacifici. 
Responsabile dell'amministrazione penitenziaria.
- Avvocato di Testori (stagione 2), interpretato da Mauro Marino.
- Enrica Valeriani (stagione 2), interpretata da Martina Limonta.
Apparente dipendente della Slim-Petroil uccisa in modo misterioso.
- Ispettore Olivieri (stagione 2), interpretato da Massimo Rigo.
Poliziotto che viene avvicinato dalla Agosti poiché aveva fatto dei rilevamenti al porto.
- Goran (stagione 2-in corso), interpretato da Genti Kame.
Leader degli slavi.
- Valentin (stagione 2-in corso), interpretato da Danylo Kotov.
Spalla di Goran.
- Pellegrini (stagione 2-in corso), interpretato da Andrea Germani.
Collaboratore della PM Lombardo.
- Salento (stagione 2-in corso), interpretato da Amedeo Gullà.
Uomo di Aniello.
- Driss (stagione 2-in corso), interpretato da Omar Es Sahhal.
- Hamed (stagione 2-in corso), interpretato da Naim Touat.
Nuova guida dei mussulmani.
- Mimmo (stagione 2-in corso), interpretato da Gennaro Di Biase. 
Uomo di Aniello.
- Ottavio Agosti (stagione 2-in corso), interpretato da Stefano Abbati. 
Padre dell’avvocato Agosti.
- Dottor Lettieri (stagione 2), interpretato da Nicola Pannelli.
Dottore compiacente che aiuta Mancuso in ospedale.
- Medico del carcere (stagione 2), interpretato da Giuseppe Afeltra.
- Martino (stagione 2-in corso), interpretato da Roberto Pitta.
Compagno di cella di Mancuso.
- Tahar (stagione 2), interpretato da Jawad Moraquib. 
Detenuto ucciso durante una rissa in cortile tra arabi, slavi e napoletani.
- Omar (stagione 2), interpretato da Adam Imzel. 
Fratellino di Tahar.
- Madre di Tahar (stagione 2), interpretato da Fatna Hachad.
- Yusuf (stagione 2-in corso), interpretato da Sargis Galstyan.
Detenuto arabo.
- Peppiniello (stagione 2-in corso), interpretato da Pinuccio Scazzariello.
- Mario (stagione 2-in corso), interpretato da Mario Pescatore.
Uomo di Testori.
- Silvia (stagione 2), interpretato da Lucia Ceracchi. 
Insegnante di nuoto della figlia di Testori.
- Luigi Fontana (stagione 2), interpretato da Diego Facciotti.
Fonte di Enrica Valeriani all'interno della Slim-Petroil.
- Sabrina (stagione 2), interpretata da Paola De Crescenzo.
Segretaria dello studio Agosti.

## Distribuzione
Il primo teaser trailer è stato pubblicato il 17 gennaio, mentre quello completo il 10 febbraio.
La prima stagione, composta da otto episodi, è trasmessa dal 18 marzo 2022 su Sky Atlantic e distribuita su Now. Il set delle riprese si è svolto presso le Carceri Nuove di Torino, dov'è ricostruita la casa di detenzione San Michele.
Nell'estate del 2022 prendono il via a Torino le riprese della seconda stagione, composta ancora da otto episodi, e la prima clip di anteprima viene distribuita a fine novembre. La stagione va in onda dal 12 aprile 2024.

## Riconoscimenti
Nastri d'argento - Grandi Serie
- 2024 – Miglior serie TV - Crime
- 2024 – Miglior attrice protagonista a Isabella Ragonese
- 2024 – Miglior attore protagonista a Luca Zingaretti